# Killick Millard
Charles Killick Millard (1870–1952) fue un doctor inglés que en 1935 fundó la Sociedad por la legalización de la eutanasia voluntaria (hoy en día Dignity in Dying), movimiento para hacer campaña sobre la legalización de la eutanasia en Reino Unido. 
Además de apoyar la eutanasia, Millard había apoyado movimientos por la temperancia, eugenesia, cremación y control de la natalidad y ayudado en la fundación de la primera clínica de control de la natalidad de Leicester. Graduado en 1896, sirvió como "Medical Officer of Health" en Leicester de 1901 a 1935.

## Defensor de las vacunas
En su momento, hubo una fuerte oposición a la vacunación obligatoria contra la viruela en Leicester durante muchos años y, a pesar de ser un firme defensor de las vacunas, Millard tuvo que trabajar dentro de ese marco. Si bien sigue apoyando la vacunación, argumentó en contra de la vacuna obligatoria en los bebés y el uso de la vacunación masiva para controlar los brotes. En cambio, abogó por el aislamiento de los casos y la vacunación voluntaria del personal médico y de enfermería y de documentar los contactos de los casos, lo que resultó exitoso y fue adoptado cuando se abolió la vacunación obligatoria.
Su hijo, Maurice Langley Millard (1900-1987), educado en el Bradfield College y la Universidad de Birmingham fue médico en Leicester